# عبد الله مادو
عبد الله محمد مادو لاعب كرة قدم سعودي يلعب في نادي الاتفاق السعودي في قلب الدفاع.

## مسيرة اللاعب
- مثل سابقاً المنتخب السعودي، وقاد المنتخب السعودي الأولومبي الحاصل على كأس الخليج 2015 للمنتخبات الأولمبية.
- بدأ في الفئات السنية في نادي المجزل و انتقل للفئات السنية في نادي النصر في عام 2007 إلى أن وصل للفريق الأول و انتقل إلى نادي الاتفاق في عام 2024.
- اختير ضمن تشكيلة المنتخب السعودي في كأس العالم 2022 في قطر.[1]

## الحياة الشخصية
عبد الله هو شقيق اللاعب مروان مادو.

## وصلات خارجية
- عبد الله مادو على موقع قاعدة بيانات كرة القدم.إي يو (الإنجليزية)
- عبد الله مادو على موقع ناشيونال فوتبول تيمز (الإنجليزية)
- عبد الله مادو على موقع Soccerway.com (الإنجليزية)
- عبد الله مادو على موقع عالم كرة القدم.نت (الإنجليزية)